# Alles, was von Gott geboren, BWV 80a

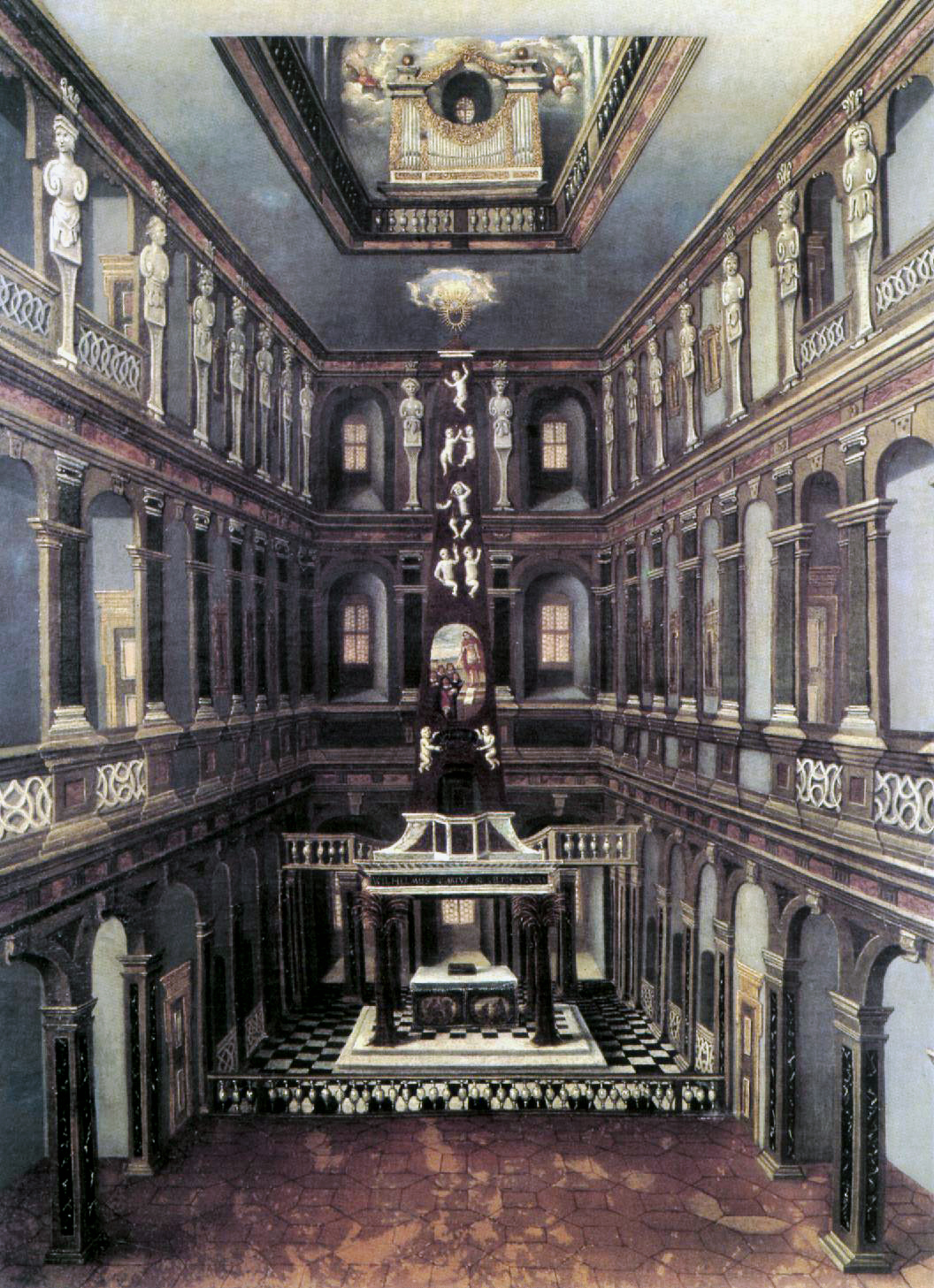
Schlosskirche, Weimar.

Alles, was von Gott geboren, BWV 80a (Todo lo que en Dios ha nacido) es una cantata de iglesia escrita por Johann Sebastian Bach en Weimar para el tercer domingo de Cuaresma y estrenada el 24 de marzo de 1715 o bien el 15 de marzo de 1716. Toda la música de esta cantata se ha perdido. No obstante, hacia 1730 Bach amplió esta obra para crear una cantata con la que celebrar el Día de la Reforma, dando como resultado Ein feste Burg ist unser Gott, BWV 80, que nos permite deducir algunos aspectos musicales de la BWV 80a.

## Historia
Desde 1708 Bach trabajó para la corte en Weimar. El 2 de marzo de 1714 Bach fue nombrado Konzertmeister de la capilla cortesana de Weimar de los duques co-reinantes Guillermo Ernesto y Ernesto Augusto de Sajonia-Weimar. En este puesto asumió la responsabilidad principal de componer nuevas obras, concretamente cantatas para la Schlosskirche (iglesia del palacio), con una periodicidad mensual.
Bach compuso esta obra durante su estancia en Weimar para el tercer domingo de Cuaresma, también conocido como Oculi. La cantata fue interpretada por primera vez el 24 de marzo de 1715 conforme a Alfred Dürr o bien el 15 de marzo de 1716 según Klaus Hofmann. Bach no pudo utilizar la obra en Leipzig, porque no se permitía la interpretación musical de cantatas durante la Cuaresma. Toda la música de esta cantata se ha perdido. No obstante, hacia 1730 Bach amplió esta obra para crear una cantata con la que celebrar el Día de la Reforma, dando como resultado Ein feste Burg ist unser Gott, BWV 80. Los dos primeros movimientos, aria y recitativo, fueron transformados en los movimientos 2 y 3, los movimientos 4 y 5, recitativo y aria, pasaron a ser los movimiento 6 y 7.

## Análisis

### Texto
Las lecturas establecidas para ese día eran de la epístola a los efesios, consejos para una vida virtuosa (Efesios 5:1-9), y del evangelio según San Lucas expulsando a un demonio (Lucas 11:14-28).
El texto de la cantata era del poeta cortesano Salomo Franck (1659-1725) y fue publicado en Weimar en 1715 en Evangelisches Andachts-Opffer. El texto del primer movimiento parafrasea un versículo de la primera epístola de Juan, "Porque todo lo que es nacido de Dios vence al mundo" (1 Juan 5:4). El coral de cierre es la segunda estrofa del himno "Ein feste Burg ist unser Gott" de Martín Lutero.

### Instrumentación
La obra está escrita para cuatro voces solistas (soprano, alto, tenor y bajo), un coro a cuatro voces; la instrumentación se desconoce.

### Estructura
Consta de seis movimientos.
1. Aria (bajo): Alles, was von Gott geboren
2. Recitativo (bajo): Erwäge doch, Kind Gottes, die so große Liebe
3. Aria (soprano): Komm in mein Herzenshaus
4. Recitativo (tenor): So stehe denn bei Christi blutgefärbten Fahne
5. Aria (alto, tenor): Wie selig ist der Leib
6. Coral: Mit unser Macht ist nichts getan

Aunque se ha perdido la música, algunos aspectos se pueden deducir de la cantata posterior para el Día de la Reforma. Probablemente la primera aria contenía un cantus firmus instrumental del coral "Ein feste Burg ist unser Gott" de Lutero, cantado por la soprano en BWV 80. Ambos recitativos comienzan siendo secco y terminan en un arioso. El primero enfatiza el texto daß Christi Geist mit dir sich fest verbinde (para que el espíritu de Cristo se asiente con fuerza en vosotros), el segundo dein Heiland bleibt dein Hort (tu Salvador seguirá siendo tu tesoro). El coral de cierre es un arreglo a cuatro voces de la segunda estrofa del himno de Lutero.